# Raymond Berengarius IV van Provence
Raymond Berengarius IV van Provence soms ook vernoemd als Raymond Berengarius III, geboren als Peter van Aragón (circa 1158 - Montpellier, 5 april 1181) was van 1162 tot 1168 graaf van Cerdanya en van 1173 tot 1181 graaf van Provence.

## Levensloop
Hij was de derde zoon van graaf Ramon Berenguer IV van Barcelona en Petronella van Aragón. Na de dood van zijn vader erfde Peter in 1162 het graafschap Cerdanya, de steden Carcassonne en Narbonne inbegrepen. Hij regeerde deze gebieden nooit en in 1168 schonk hij ze aan zijn jongere broer Sancho. In 1173 kreeg Peter van zijn oudere broer Alfons II, graaf van Barcelona en koning van Aragón, het graafschap Provence. Vanaf toen droeg Peter de naam Raymond Berengarius IV. 
In 1176 nam hij samen met zijn jongere broer Sancho deel aan de verovering van Nice, dat daarvoor in handen was van de Republiek Genua. Daarna kwam Raymond Berengarius in oorlog met de landheren in Languedoc en met het graafschap Toulouse. Uiteindelijk werd hij in april 1181 nabij de stad Montpellier door enkele aanhangers van landheer Adhémar van Murviel vermoord. Omdat hij ongehuwd en kinderloos was gebleven, volgde zijn broer Sancho hem op als graaf van Provence.